# Оксфорд (Џорџија)
Оксфорд (енгл. Oxford) град је у америчкој савезној држави Џорџија. По попису становништва из 2010. у њему је живело 2.134 становника.

## Демографија
Према попису становништва из 2010. у граду је живело 2.134 становника, што је 242 (12,8%) становника више него 2000. године.
| Група             | 2000.         | 2010.         |
| Белци             | 1.135 (60,0%) | 1.092 (51,2%) |
| Афроамериканци    | 619 (32,7%)   | 667 (31,3%)   |
| Азијати           | 77 (4,1%)     | 216 (10,1%)   |
| Хиспаноамериканци | 35 (1,8%)     | 100 (4,7%)    |
| Укупно            | 1.892         | 2.134         |